# Giorgio Figus
Giorgio Figus (Torino, 7 novembre 1958) è un fumettista italiano.

## Carriera
Giunto in forza alla redazione del settimanale disneyano Topolino nel 1981, collabora attivamente con la testata come autore di testi.
Tra i suoi meriti, in quest'ambito, vi è quello di aver dato il via ad una nuova serie di storie con protagonista Paperino, agente segreto della PIA (Paperon Intelligence Agency), interrottasi a metà anni settanta; la prima storia di questo nuovo ciclo è Paperino e l'incarico discutibile, pubblicata, con i disegni di Roberto Marini, sul numero 1710 di Topolino, datato 4 settembre 1988.
Figus è stato, inoltre, autore di molte storie disneyane estranee alla serie della PIA, quali Zio Paperone e il carro ittita (1982), Zio Paperone e l'enigma celtico (1982), Zio Paperone e l'antipubblicità (1982), Zio Paperone e l'eredità di Pizarro (1984), Topolino e la missione in Losconia (1986), Paperino e il grande Karakoll (1993), Paperino e la terra della rocciafiamma (1993), con il suo sequel Paperino e il ritorno alla Rocciafiamma del 1998.
Tra il 1994 e il 1996 Figus realizza le tre storie della serie I paralipomeni della dinastia dei paperi, sorta di appendice della storia del 1970 Storia e gloria della dinastia dei paperi.